# Воронин, Михаил Львович
Михаи́л Льво́вич Воро́нин (10 июля 1938, Киев — 14 апреля 2012, там же) — советский и украинский дизайнер и модельер. Создатель популярной торговой марки «Михаил Воронин», а также Концерна «Воронин» — сеть предприятий, специализирующихся на пошиве и реализации мужской одежды, в том числе одноимённая франчайзинговая сеть.

## Биография
- В 16 лет поступил в профтехшколу по специальности швейное искусство
- 1954 г. — портной мужской верхней одежды
- 1968 г. — авторское свидетельство на изобретение жилетно-макетного метода
- 1964 г. — закройщик мужской верхней одежды
- 1972 г. — Киевский технологический институт легкой промышленности
- 1980 г. — кандидат технических наук
- 1985 г. — доктор технических наук
- 1975—1984 гг. — обладатель Золотых медалей ВДНХ СССР и УССР
- 1976—1981 гг. — кавалер ордена Трудовой Славы 2-й и 3-й степени.
- 1985 г. — руководитель фирмы «Мода и время»
- 1989 г. — первый авторский показ в Голливуде (США), где были представлены 30 моделей
- 1990 г. — показ в Вене (Австрия) в представительстве Организации Объединенных Наций
- 1991 г. — руководитель СП «Михаил Воронин — Вена — Париж»
- 1994 г. — президент концерна «Михаил Воронин — Вена — Париж», владелец основного пакета акций ОАО КШФ «Желань»
- 1993 г. — «Золотой наперсток» (Париж)
- 1995 −96 гг. — «Волшебная игла» — приз за лучшую мужскую коллекцию (Киев)
- 1996 г. — изделия с маркой «Михаил Воронин» продаются в 16 странах мира.
- 1997 г. — 1-я премия «Лучшая торговая марка 1997 года» (Рим)
- 1998 г. — Международная золотая Звезда Качества «Золотая Арка Европы» (Мадрид)
- 1998 г. — Академик технических наук Академии Наук Украины
- 1999 г. — «Человек года 98» в номинации «Торговая марка года»
- 35 изобретений, внедренных на Украине и за рубежом
- с 1964 по 1998 г. прошли демонстрации моделей более, чем в 60 странах мира
- Скончался от онкологического заболевания[2] 14 апреля 2012 года[3]. Похоронен на Байковом кладбище[4].

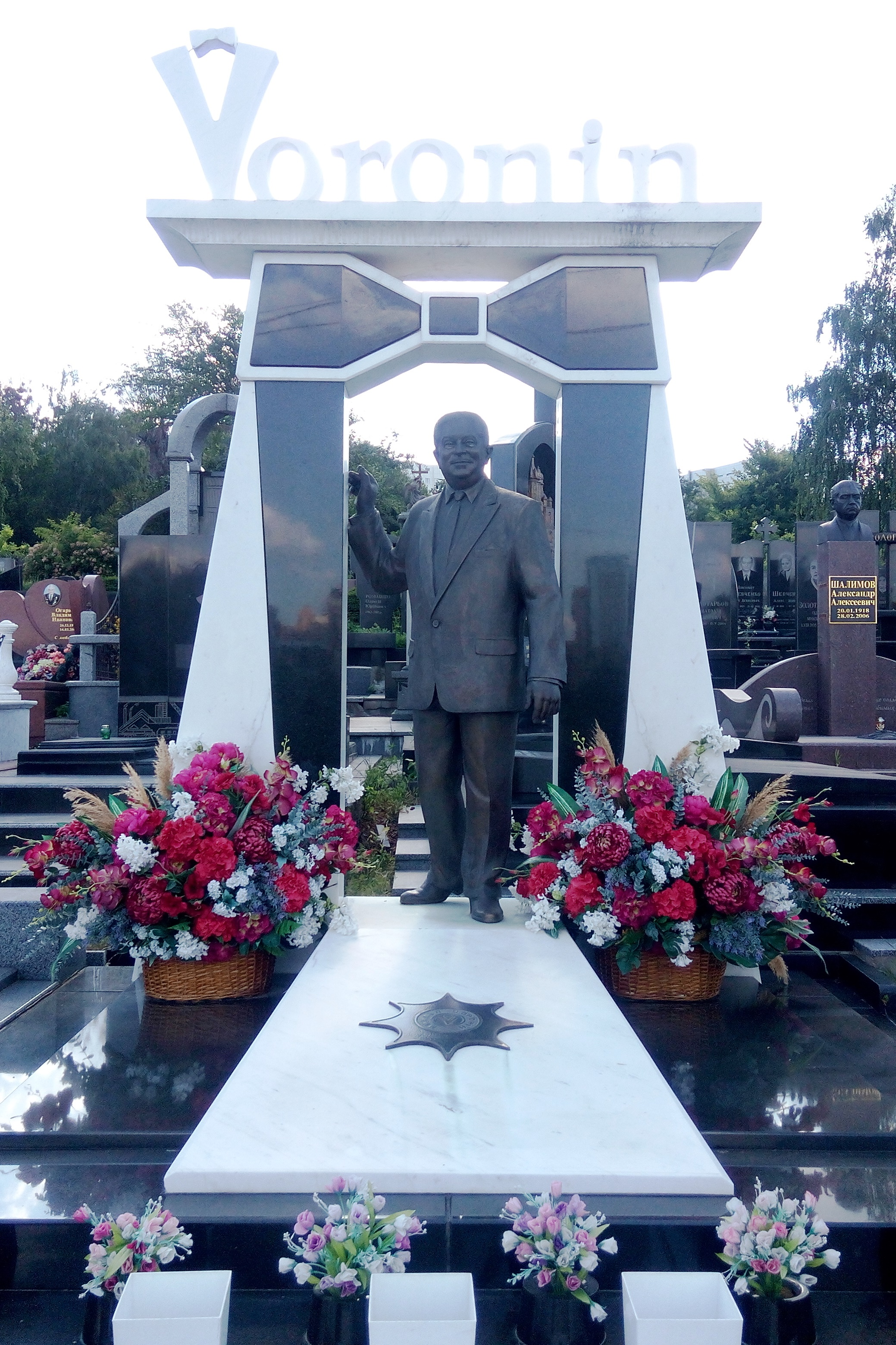
Надгробие Михаила Воронина на Байковом кладбище в Киеве

## Награды
- 1999 г. — Золотая медаль «Независимость» Союза журналистов Украины за выдающийся вклад в создание украинской высококачественной конкурентоспособной продукции.
- 1999 г. — «Золотая медаль» Ассоциации содействия промышленности Франции за динамику в производстве и реализацию коммерческих проектов (Франция, Париж)
- 2000 г. — Платиновый Приз Премия мира «Престиж» за качество продукции, Нью — Йорк, США .
- 2000 г. — Общеукраинский знак качества «Высшая проба», Киев
- 2000 г. — Орден Святого Станислава, Киев
- 2001 г. — Золотая степень признания Global quality management, США
- 2002 г. — Дипломы Книги Рекордов Украины (установление рекорда по пошиву самых больших : смокинга (500-го размера), «бабочки», манекена).
- 2002 г. — Сертификат Книги рекордов Гиннесса (самый большой смокинг в мире), Великобритания.
- 2002 г. — «Золотая торговая марка-2002», Киев
- 2003 г. — Международный сертификат качества ISO 9001
- 2003 г. — Орден «Живая легенда», Киев
- 2004 г. — Указом Президента Украины присвоено почетное звание «Заслуженный работник промышленности Украины», г. Киев
- 2004 г. — Золотой орден «Общественное признание» и «Золотая торговая марка-2004», Киев
- 2005 г. — Диплом «Київська якість» за наивысший уровень качества, Киев
- 2006 г. — Сертификат «Лидер и крупнейший бренд украинской легкой промышленности», Всеукраинская рейтинговая программа «Гвардия брендов», Киев.
- 2007 г. — занесен в книгу «100 знаменитостей мира моды»
- 2008 г. — звание «Легенда моды», международный ТВ-канал World Fashion Channel
- 2008 г. — орден Петра Великого, I степени, Россия
- 2008 г. — орден «За заслуги» III степени, Украина[5]
- 2008 г. — высшая степень отличия — медаль «Золотая звезда», Международный комитет защиты прав человека